# L'orfana del ghetto
L'orfana del ghetto è un film del 1954 diretto da Carlo Campogalliani, tratto dal romanzo omonimo di Carolina Invernizio.

## Trama
Dall'incontro tra il giovane Fabrizio e la contessina Renata Adriani innamorati da tempo, nasce una bambina, Viola, che il conte Adriani padre di Renata, venuto a conoscenza della nascita della nipote, la toglie con la violenza ai genitori, accusando inoltre Fabrizio di un delitto da lui stesso commesso. Fabrizio pur innocente fugge cercando di portare con sé la piccola figlia, ma per errore prende un'altra bambina.
Dopo molti anni Renata ha sposato un altro uomo, Viola è cresciuta e fa la cameriera ignara della sua vera storia, Fabrizio ritorna ritrova la vera figlia, che nel frattempo è innamorata del duca Marcello, ma torna ancora il vecchio conte Adriani ad insidiarla, la fanciulla sarà salvata da Marcello, il crudele conte Adriani finirà in tribunale e sarà condannato per omicidio e sottrazione di minore.

## Produzione
Prodotto da Leopoldo Imperiali per la Ambra Film s.r.l. di Torino, il film rientra nel filone dei melodrammi sentimentali strappalacrime, allora molto in voga tra il pubblico italiano (poi ribattezzato dalla critica con il termine neorealismo d'appendice).

## Distribuzione
Il film arrivò nelle sale cinematografiche italiane nella primavera del 1954.
Il 28 settembre del 1955 venne distribuito in Francia con il titolo L'Orpheline des Bas Fonds.

## Incasso
Incasso accertato sino a tutto il 31 marzo 1959: 240.606.873 lire dell'epoca.